# Tr3s lunas
Tr3s lunas is het 21e studioalbum van Mike Oldfield.

## Inleiding
Tr3s lunas (Drie manen, als weergegeven in de platenhoes) werd opgenomen in zijn eigen thuisstudio in Buckinghamshire en de geluidsstudio Plan 1 in München. Volgens het bijbehorend boekwerkje was Tr3s lunas deel 1 (episode 1) uit een serie voor MusicVR, een idee voor Virtual reality-spel van Oldfield zelf, dat een vervolg zou krijgen in Maestro. Het album werd deels vernoemd naar eetgelegenheid Las dos lunas op Ibiza, ook de hoes van Hans Claesson van Kebawe refereert aan dat restaurant, dat in haar logo twee c’s heeft maar dan gespiegeld.
Het album betekende een hernieuwde samenwerking met zus Sally Oldfield, die hier niet zingt, maar spreekt.

## Musici
- Mike Oldfield – gitaren, synthesizers

Met 
- Sally Oldfield – spreekstem
- Jude Sim – zang To be free
- Amar – zang
- Philip Lewis, Thomas Süssmair – programmeerwerk elektronische percussie in Plan 1 Studio

## Muziek
| Nr. | Titel                                | Duur |
| --- | ------------------------------------ | ---- |
| 1.  | Misty (Oldfield)                     | 3:59 |
| 2.  | No man’s land (Oldfield)             | 6:08 |
| 3.  | Return to the origin (Oldfield)      | 4:38 |
| 4.  | Landfall (Oldfield)                  | 2:19 |
| 5.  | Viper (Oldfield)                     | 4:32 |
| 6.  | Turtle island (Oldfield)             | 3:40 |
| 7.  | To be free (Oldfield)                | 4:21 |
| 8.  | Fire fly (Oldfield)                  | 3:46 |
| 9.  | Tr3s lunas (Oldfield)                | 4:35 |
| 10. | Daydream (Oldfield)                  | 2:15 |
| 11. | Thou art in heaven (Oldfield)        | 5;22 |
| 12. | Sirius (Oldfield)                    | 5:47 |
| 13. | No man’s land (reprise) (Oldfield)   | 2:56 |
| 14. | To be free (singleversie) (Oldfield) | 3:56 |

## Ontvangst
Net als voorgaande albums verkocht Tr3s lunas voornamelijk goed in Duits sprekende landen. Zij kenden de relatief hoogste en langste noteringen:
- Duitsland: acht weken, hoogste plaats 19
- Oostenrijk: elf weken, hoogste notering 8
- Zwitserland: vijf weken, hoogste notering 44

Desalniettemin schijnen er in Spanje meer dan 100.000 exemplaren verkocht te zijn. Nederland, België en Engeland lieten verstek gaan. Ook de singles zoals To be free gingen in die landen aan de hitparades voorbij.
Tubular Bells · Hergest Ridge · Ommadawn · Incantations · Platinum · QE2 · Five miles out · Crises · Discovery · The Killing Fields · Islands · Earth Moving · Amarok · Heaven's open · Tubular Bells II · The songs of distant earth · Voyager · Tubular Bells III · Guitars · The Millennium Bell · Tr3s lunas · Tubular Bells 2003 · Light + Shade · Music of the Spheres · Man on the Rocks · Return to Ommadawn ·